# Regionale Eenheid Oost-Nederland
De Regionale Eenheid Oost-Nederland is een van de tien regionale eenheden van de Nationale politie. De Regionale Eenheid Oost-Nederland is in 2012 ontstaan uit een samenvoeging van de voormalige regiokorpsen IJsselland, Twente en de drie Gelderse korpsen.
De regionale eenheid Oost-Nederland bestaat uit de vijf districten IJsselland (A), Twente (B), Noord en Oost Gelderland (C), Gelderland Midden (D) en Gelderland Zuid (E). De regionale eenheid kent in totaal 28 basisteams.
Zowel de hoofdlocatie als de meldkamer van de Regionale Eenheid Oost-Nederland zijn gevestigd in Apeldoorn.
District IJsselland kent vier basisteams: 
- A1 IJsselland Noord
- A2 Zwolle
- A3 Vechtdal
- A4 IJsselland Zuid

District Twente kent vijf basisteams:
- B1 Twente West
- B2 Twente Noord
- B3 Twente Midden
- B4 Noordoost Twente
- B5 Enschede

District Noord en Oost Gelderland kent zes basisteams:
- C1 Achterhoek Oost
- C2 Achterhoek West
- C3 IJsselstreek
- C4 Apeldoorn
- C5 Veluwe Noord
- C6 Veluwe West

District Gelderland Midden kent acht basisteams:
- D1 Veluwe Vallei Noord
- D2 Ede
- D3 Veluwe Vallei Zuid
- D4 Arnhem Noord
- D5 Arnhem Zuid
- D6 Rivierenland West
- D7 IJsselwaarden
- D8 Rivierenland Oost

District Gelderland Zuid kent vijf basisteams:
- E1 Nijmegen Noord
- E2 Nijmegen Zuid
- E3 Tweestromenland
- E4 De Waarden

Bestaande regionale politieeenheden:
Noord-Nederland ·
Oost-Nederland ·
Midden-Nederland ·
Noord-Holland ·
Amsterdam ·
Den Haag ·
Rotterdam ·
Zeeland - West-Brabant ·
Oost-Brabant ·
Limburg ·
Eenheid Landelijke Expertise en Operaties ·
Eenheid Landelijke Opsporing en Interventies

Voormalige eenheden:
Landelijke Eenheid
Voormalige regiokorpsen:
Politie Groningen ·
Politie Fryslân ·
Politie Drenthe ·
Politie IJsselland ·
Politie Twente ·
Politie Noord- en Oost-Gelderland ·
Politie Gelderland-Midden ·
Politie Gelderland-Zuid ·
Politie Utrecht ·
Politie Noord-Holland-Noord ·
Politie Zaanstreek-Waterland ·
Politie Kennemerland ·
Politie Amsterdam-Amstelland ·
Politie Gooi en Vechtstreek ·
Politie Haaglanden ·
Politie Hollands Midden ·
Politie Rotterdam-Rijnmond ·
Politie Zuid-Holland-Zuid ·
Politie Zeeland ·
Politie Midden- en West-Brabant ·
Politie Brabant-Noord ·
Politie Brabant-Zuidoost ·
Politie Limburg-Noord ·
Politie Limburg-Zuid ·
Politie Flevoland ·